# 広島県道393号粟根神辺線
広島県道393号粟根神辺線（ひろしまけんどう393ごう あわねかんなべせん）は、広島県福山市を通る一般県道である。

## 概要
福山市加茂町字粟根から福山市神辺町大字川南に至る。

### 路線データ
- 起点：福山市加茂町字粟根（広島県道21号加茂油木線交点）
- 終点：福山市神辺町大字川南（丙谷口交差点、国道313号交点）
- 実延長：5.9 km

## 歴史
- 1960年（昭和35年）10月10日 - 広島県告示第682号により広島県道212号粟根神辺線として認定される。
- 1972年（昭和47年）11月1日 - 広島県の県道番号再編により現行の県道番号に変更される。
- 1975年（昭和50年）2月1日 - 福山市が深安郡加茂町を編入したことに伴い起点の地名表記が変更される（深安郡加茂町粟根→福山市加茂町粟根）。
- 2006年（平成18年）3月1日 - 福山市が深安郡神辺町を編入したことに伴い全区間が福山市域のみを通る路線になり、併せて終点の地名表記が変更される（深安郡神辺町川南→福山市神辺町川南）。

## 路線状況
狭隘部分が多い上、県道標識が福山市神辺町大字東中条の上り線側に一つしかないなど案内が不十分である。

### 重複区間
- 広島県道390号三谷神辺線（福山市神辺町字東中条 - 福山市神辺町字西中条）
- 広島県道181号下御領新市線（福山市神辺町字西中条 - 福山市神辺町字箱田・梶久橋東詰交差点）

### 道路施設

#### 橋梁
- 池之房橋（今信川、福山市神辺町字東中条）
- 大師橋（今信川、福山市神辺町字東中条）
- 今信橋（今信川、福山市神辺町字東中条、広島県道390号三谷神辺線重複区間内）
- 宮前橋（箱田川、福山市神辺町字東中条、広島県道390号三谷神辺線重複区間内）
- 早田橋（高屋川、福山市神辺町大字川北 - 福山市神辺町大字川南）

### 並行する旧街道
- 平川往来
- 備中往来（中条道）

## 地理

### 通過する自治体
- 福山市

### 交差する道路
| 交差する道路                                                                | 交差する場所     | 交差する場所         |
| --------------------------------------------------------------------------- | ---------------- | -------------------- |
| 広島県道21号加茂油木線                                                      | 加茂町字粟根     | 起点                 |
| 広島県道390号三谷神辺線 重複区間起点                                        | 神辺町字東中条   |                      |
| 広島県道181号下御領新市線 重複区間起点 広島県道390号三谷神辺線 重複区間終点 | 神辺町字西中条   |                      |
| 広島県道181号下御領新市線 重複区間終点                                      | 神辺町字箱田     | 梶久橋東詰交差点     |
| 国道486号                                                                   | 神辺町大字新徳田 | 徳田陸橋（西）交差点 |
| 国道313号                                                                   | 神辺町大字川南   | 丙谷口交差点 / 終点  |

### 交差する鉄道
- 福塩線

### 沿線
- 広島県立神辺旭高等学校
- JR西日本福塩線 湯田村駅
- 福山市かんなべ図書館
- 福山市神辺文化会館
- JR西日本福塩線・井原鉄道井原線 神辺駅
- 要害山 - 標高95.9 m。山頂には戦国時代毛利元就が神辺城攻略の際使用した山城の跡があり、土塁が残っている。

### 峠
- 粟井峠（福山市）